# Дибус, Денеш
Денеш Дибус (венг. Dibusz Dénes; род. 16 ноября 1990, Печ) — венгерский футболист, вратарь и капитан клуба «Ференцварош» и сборной Венгрии. Участник чемпионатов Европы 2016, 2020 и 2024 годов.

## Клубная карьера
Дибус — воспитанник клуба «Печ» из своего родного города. В 2009 году он на Денеш на правах аренды выступал за «Барч». После её окончания Дибус вернулся в «Печ». 21 августа 2010 года в матче против «Козармишлень» он дебютировал в чемпионате Венгрии. В начале 2014 года Дибус перешёл в «Ференцварош». 2 марта в матче против «Дьёра» он дебютировал за новую команду. В составе «Ференцвароша» Денеш стал чемпионом Венгрии, а также обладателем Кубка Венгрии, Кубка венгерской лиги и Суперкубка Венгрии.

## Международная карьера
14 октября 2014 года в отборочном матче чемпионата Европы 2016 против сборной Фарерских островов Денеш дебютировал за сборную Венгрии.
В 2016 году Денеш в составе сборной принял участие в чемпионате Европы во Франции. На турнире он был запасным и на поле не вышел. 
В 2020 году Дибус во второй раз принял участие в чемпионате Европы. На турнире он был запасным и на поле не вышел.
В 2024 году Дибус в третий раз принял участие в чемпионате Европы в Германии. На турнире он был запасным и не вышел на поле.

## Достижения
Командные
 «Ференцварош»
- Победитель чемпионата Венгрии (4) — 2015/2016, 2018/2019, 2019/2020, 2020/2021
- Обладатель Кубка Венгрии — 2014/2015, 2015/2016, 2016/2017
- Обладатель Кубка венгерской лиги — 2014/2015
- Обладатель Суперкубка Венгрии — 2015, 2016